# Metavanmeersscheite
La metavanmeersscheite è un minerale.